# Indigofera boranica
Indigofera boranica är en ärtväxtart som beskrevs av Mats Thulin. Indigofera boranica ingår i släktet indigosläktet, och familjen ärtväxter. Inga underarter finns listade i Catalogue of Life.